# کتی باون
کتی باون (انگلیسی: Katie Bowen؛ زادهٔ ۱۵ آوریل ۱۹۹۴) بازیکن فوتبال اهل نیوزیلند است که در حال حاضر برای باشگاه فوتبال زنان اینتر میلان در پست هافبک بازی می‌کند. 
از باشگاه‌هایی که در آن بازی کرده است می‌توان به اف سی کانزاس سیتی اشاره کرد.
وی همچنین در تیم‌های ملی فوتبال زیر ۱۷ سال، زیر ۲۰ سال و بزرگسالان زنان نیوزیلند بازی کرده است.

## اوایل زندگی

### دانشگاه کارولینای شمالی
باون از سال ۲۰۱۲ تا ۲۰۱۵ در دانشگاه کارولینای شمالی تحصیل کرد و عضو تیم قهرمان مسابقات ملی در سال ۲۰۱۲ بود.

## دوران باشگاهی

### اف‌سی کانزاس سیتی (۲۰۱۶-۲۰۱۷)
باون در درفت ۲۰۱۶ لیگ ملی فوتبال زنان (NWSL) با انتخاب شانزدهم به اف‌سی کانزاس سیتی پیوست. او در سال ۲۰۱۶ در ۱۳ بازی حضور یافت و در سال ۲۰۱۷ با ۲۲ بازی و ۲ گل عملکرد بهتری داشت.

### یوتا رویالز (۲۰۱۸-۲۰۲۰)
پس از انحلال اف‌سی کانزاس سیتی، باون در ۸ فوریه ۲۰۱۸ به باشگاه فوتبال زنان یوتا رویالز پیوست. او در سال ۲۰۱۸ در ۱۹ بازی برای یوتا به میدان رفت که این تیم در رده پنجم قرار گرفت و به پلی‌آف راه نیافت.
او در فصل ۲۰۱۹ نیز برای یوتا بازی کرد، اما به دلیل حضور در جام جهانی ۲۰۱۹ در چند بازی غایب بود.

### کانزاس سیتی (۲۰۲۱)
کانزاس سیتی در دسامبر ۲۰۲۱ باون را آزاد کرد.

### نورث کارولینا کوراژ (۲۰۲۲)
نورث کارولینا کوراژ در ۲۱ ژانویه ۲۰۲۲ با قراردادی یکساله با گزینه تمدید برای فصل ۲۰۲۳، باون را به خدمت گرفت. او در جام چلنج ان‌دبلیو‌اس‌ال ۲۰۲۲ بازی کرد و در دو بازی از لیگ ملی فوتبال زنان نیز حضور یافت، قبل از شروع فصل لیگ ای-لیگ زنان ۲۳-۲۰۲۲ برای پیوستن به یک باشگاه استرالیایی آزاد شد.

### ملبورن سیتی (۲۰۲۲)
در نوامبر ۲۰۲۲ باون به باشگاه استرالیایی ملبورن سیتی پیوست.

### اینتر میلان (۲۰۲۳)
باشگاه ایتالیایی باشگاه فوتبال زنان اینتر میلان در ۸ سپتامبر ۲۰۲۳ باون را با قراردادی برای فصل ۲۰۲۳ و با گزینه تمدید یکساله به خدمت گرفت.

## دوران ملی
باون که در آوکلند به دنیا آمده، در سال ۲۰۰۸ در روز تولد ۱۴ سالگی‌اش در بازی تیم زیر ۱۷ سال نیوزیلند مقابل استرالیا به جوان‌ترین بازیکن تاریخ نیوزیلند در سطح بین‌المللی تبدیل شد. او در همان سال در جام جهانی فوتبال زیر ۱۷ سال زنان ۲۰۰۸ به عنوان بازیکن تعویضی در برد ۳-۱ مقابل کلمبیا به میدان رفت. او در سال ۲۰۱۰ نیز به عنوان کاپیتان در جام جهانی فوتبال زنان زیر ۱۷ سال ۲۰۰۸ در ترینیداد و توباگو، نیوزیلند را همراهی کرد.
باون در ۱۲ مه ۲۰۱۱ در باخت ۳-۰ به استرالیا اولین بازی ملی بزرگسالان خود را انجام داد.
او در دو بازی از سه بازی نیوزیلند در جام جهانی فوتبال زنان ۲۰۱۱ در آلمان و در هر سه بازی کشورش در جام جهانی فوتبال زنان ۲۰۱۵ در کانادا حضور یافت. پس از اینکه در بازی‌های المپیک تابستانی ۲۰۱۲ به عنوان بازیکن ذخیره بود، در بازی‌های المپیک تابستانی ۲۰۱۶ در ریو در هر سه بازی نیوزیلند به میدان رفت.
در جام جهانی فوتبال زنان ۲۰۱۹، باون در سومین جام جهانی خود شرکت کرد. او در هر سه بازی مرحله گروهی نیوزیلند در فرانسه به میدان رفت که در همه آنها شکست خوردند و به مرحله حذفی راه نیافتند.
در ۲۵ ژوئن ۲۰۲۱، باون به تیم نیوزیلند برای المپیک توکیو دعوت شد.
باون برای جام جهانی فوتبال زنان ۲۰۲۳ به تیم نیوزیلند دعوت شد.
در ۴ ژوئیه ۲۰۲۴، باون به تیم نیوزیلند برای المپیک ۲۰۲۴ پاریس دعوت شد.